# Бернартице (Писек)
Бернартице (чеш. Bernartice) је насељено мјесто са административним статусом варошице (чеш. městys) у округу Писек, у Јужночешком крају, Чешка Република.

## Становништво
Према подацима о броју становника из 2014. године насеље је имало 1.299 становника.